# الکساندر گنریخ
الکساندر رادُلفُویچ گنریخ (متولد ۶ اکتبر ۱۹۸۴ در انگرن) یک بازیکن فوتبال حرفه‌ای در پست مهاجم بود.در آغاز فصل ۲۰۱۸ از فوتبال خداحافظی کرد و بازنشسته شد.

## گلهای ملی
| تعداد | تاریخ          | میزبان                                                         | رقیب          | گل زده | نهایی       | رقابت                                            |
| ----- | -------------- | -------------------------------------------------------------- | ------------- | ------ | ----------- | ------------------------------------------------ |
| ۱     | ۲ آوریل ۲۰۰۳   | ورزشگاه دینامو (مینسک), مینسک, بلاروس                          | بلاروس        | ۲-۲    | ۲-۲         | دوستانه                                          |
| ۲     | ۲۰ اوت ۲۰۰۳    | ورزشگاه اسکونتو, ریگا, لتونی                                   | لتونی         | ۰-۳    | ۰-۳         | دوستانه                                          |
| ۳     | ۲۲ جولای ۲۰۰۴  | ورزشگاه فوتبال چنگدو لانگکوانی, چنگدو, چین                     | عربستان سعودی | ۰-۱    | ۰-۱         | جام ملتهای آسیا ۲۰۰۴                             |
| ۴     | ۳۰ جولای ۲۰۰۴  | ورزشگاه فوتبال چنگدو لانگکوانی، چنگدو، چین                     | بحرین         | ۰-۱    | ۲-۲ (۴-۳ پ) | جام ملتهای آسیا ۲۰۰۴                             |
| ۵     | ۱۳ اکتبر ۲۰۰۴  | ورزشگاه پادشاه عبدالله دوم, امان, اردن                         | عراق          | ۰-۲    | ۱-۲         | انتخابی جام جهانی ۲۰۰۶- دور دوم آسیا             |
| ۶     | ۱۷ نوامبر ۲۰۰۴ | ورزشگاه مرکزی پاختاکور, تاشکند, ازبکستان                       | تایوان        | ۰-۱    | ۱-۶         | انتخابی جام جهانی ۲۰۰۶- دور دوم آسیا             |
| ۷     | ۲۵ مارس ۲۰۰۵   | ورزشگاه السدوکا والسلام, کویت (شهر), کویت                      | کویت          | ۲-۱    | ۲-۱         | مرحله مقدماتی جام جهانی ۲۰۰۶- مرحله سوم آسیا     |
| ۸     | ۳۰ مارس ۲۰۰۵   | ورزشگاه جام جهانی سئول, سئول, کره جنوبی                        | کرهٔ جنوبی     | ۲-۱    | ۲-۱         | مرحله مقدماتی جام جهانی ۲۰۰۶- مرحله سوم آسیا     |
| ۹     | ۲۲ فوریه ۰۰۶   | ورزشگاه مرکزی پاختاکور، تاشکند، ازبکستان                       | بنگلادش       | ۰-۱    | ۰-۵         | مسابقات مقدماتی جام ملتهای آسیا ۲۰۰۷             |
| ۱۰    | ۲۲ فوریه ۰۰۶   | ورزشگاه مرکزی پاختاکور، تاشکند، ازبکستان                       | بنگلادش       | ۰-۴    | ۰-۵         | مسابقات مقدماتی جام ملتهای آسیا ۲۰۰۷             |
| ۱۱    | ۱۱ مارس ۲۰۰۷   | ورزشگاه کاظیموکان مونایت پازوف (نورسلطان), نور سلطان, قزاقستان | قزاقستان      | ۱-۱    | ۱-۱         | دوستانه                                          |
| ۱۲    | ۸ جولای ۲۰۰۷   | ورزشگاه شاه عالم, شاه عالم, مالزی                              | چین           | ۰-۳    | ۰-۳         | جام ملتهای آسیا ۲۰۰۷                             |
| ۱۳    | ۲۲ اوت ۲۰۰۷    | ورزشگاه والری لوبانوفسکی دینامو, کیف, اوکراین                  | اوکراین       | ۲-۱    | ۲-۱         | دوستانه                                          |
| ۱۴    | ۷ ژوئن ۲۰۰۸    | ورزشگاه مارکزی هاربی ورزشکلوبی, تاشکند، ازبکستان               | سنگاپور       | ۰-۱    | ۰-۱         | مسابقات مقدماتی جام جهانی ۲۰۱۰ - دور سوم آسیا    |
| ۱۵    | ۱۴ نوامبر ۲۰۰۹ | ورزشگاه جار, تاشکند، ازبکستان                                  | مالزی         | ۰-۲    | ۱-۳         | مرحله حذفی جام ملت های آسیا ۲۰۱۱                 |
| ۱۶    | ۱۴ نوامبر ۲۰۰۹ | ورزشگاه جار, تاشکند، ازبکستان                                  | مالزی         | ۰-۳    | ۱-۳         | مرحله حذفی جام ملت های آسیا ۲۰۱۱                 |
| ۱۷    | ۲۵ مه ۲۰۱۰     | ورزشگاه جمهوریت وازگن سارگسیان, ایروان, ارمنستان               | ارمنستان      | ۳-۱    | ۳-۱         | دوستانه                                          |
| ۱۸    | ۷ سپتامبر ۲۰۱۰ | ورزشگاه آ. له کوک آرنا, تالین, استونی                          | استونی        | ۱-۲    | ۳-۳         | دوستانه                                          |
| ۱۹    | ۱۲ اکتبر ۲۰۱۰  | ورزشگاه ملی بحرین, منامه, بحرین                                | بحرین         | ۰-۲    | ۲-۴         | دوستانه                                          |
| ۲۰    | ۲۵ دسامبر ۲۰۱۰ | ورزشگاه زعبیل, دبی, امارات                                     | بحرین         | ۰-۱    | ۱-۱         | دوستانه                                          |
| ۲۱    | ۱۶ ژانویه ۲۰۱۱ | ورزشگاه الغرافه, دوحه, قطر                                     | چین           | ۱-۲    | ۲-۲         | گروه A جام ملتهای آسیا ۲۰۱۱                      |
| ۲۲    | ۲۸ ژانویه ۲۰۱۱ | ورزشگاه جسم بن حمد, دوحه، قطر                                  | کرهٔ جنوبی     | ۳-۱    | ۳-۲         | مرحله حذفی جام ملت های آسیا ۲۰۱۱                 |
| ۲۳    | ۲۸ ژانویه ۲۰۱۱ | ورزشگاه جسم بن حمد, دوحه، قطر                                  | کرهٔ جنوبی     | ۳-۲    | ۳-۲         | مرحله حذفی جام ملت های آسیا ۲۰۱۱                 |
| ۲۴    | ۲۳ جولای ۲۰۱۱  | ورزشگاه مرکزی پاختاکور، تاشکند، ازبکستان                       | قرقیزستان     | ۰-۱    | ۰-۴         | مسابقات انتخابی جام جهانی ۲۰۱۴ - دور دوم آسیا    |
| ۲۵    | ۱۱ اکتبر ۲۰۱۱  | ورزشگاه یانگگاکدو, پیونگ یانگ, کره شمالی                       | کرهٔ شمالی     | ۰-۱    | ۰-۱         | مسابقات انتخابی جام جهانی ۲۰۱۴ - دور سوم آسیا    |
| ۲۶    | ۱۵ نوامبر ۲۰۱۱ | ورزشگاه مرکزی پاختاکور، تاشکند، ازبکستان                       | تاجیکستان     | ۰-۳    | ۰-۳         | مسابقات انتخابی جام جهانی ۲۰۱۴ - دور سوم آسیا    |
| ۲۷    | ۷ سپتامبر ۲۰۱۲ | ورزشگاه مرکزی پاختاکور، تاشکند، ازبکستان                       | کویت          | ۰-۲    | ۰-۳         | دوستانه                                          |
| ۲۸    | ۷ سپتامبر ۲۰۱۲ | ورزشگاه مرکزی پاختاکور، تاشکند، ازبکستان                       | کویت          | ۰-۳    | ۰-۳         | دوستانه                                          |
| ۲۹    | ۳ سپتامبر ۲۰۱۵ | ورزشگاه مرکزی پاختاکور، تاشکند، ازبکستان                       | یمن           | ۰-۱    | ۰-۱         | مقدماتی جام جهانی فوتبال ۲۰۱۸ (آسیا) – مرحله سوم |
| ۳۰    | ۱۲ نوامبر ۲۰۱۵ | ورزشگاه مرکزی پاختاکور، تاشکند، ازبکستان                       | کرهٔ شمالی     | ۱-۲    | ۱-۳         | مقدماتی جام جهانی فوتبال ۲۰۱۸ (آسیا) – مرحله سوم |
| ۳۱    | ۱ سپتامبر ۲۰۱۶ | ورزشگاه ملی (ازبکستان), تاشکند، ازبکستان                       | سوریه         | ۰-۱    | ۰-۱         | مقدماتی جام جهانی فوتبال ۲۰۱۸ (آسیا) – مرحله سوم |